# 石卷日日新聞
《石卷日日新聞》，日本宮城縣東部石卷市、東松島市及牡鹿郡女川町的地區性報章，2011年日本311大地震後，以手寫方式撰寫新聞獲得多個國際獎項。

## 歷史
1912年10月，由山川清創辦石卷地區首份日報《東北日報》，1913年易名為《石卷日日新聞》。1921年加盟同盟通信，取得及報導日本全國、國際新聞。
1940年，由於日本實行新聞統制，1940年10月31日起被廢刊。二次大戰結束後，1948年10月復刊，翌年恢復每日發行。

## 311大地震
2011年3月11日東日本大地震發生後，報社電力中斷，輪轉印刷機等設備亦被破壞，但報社仍堅持於災後第二日開始照常發行以手寫的號外報章。內容由總編輯武內宏之讀出，社長則以筆寫於印刷白紙上，再由其他職員抄寫5份，於3月12日下午3時送到6個避難所。手寫報章共發行6日，至第7日恢復電力供應為止。
2011年4月，災後手寫報章獲得美國首都華盛頓新聞博物館永久收藏。同年9月，報社獲得國際新聞編輯協會（IPI）頒發特別獎表揚。
2012年3月10日，巴黎吉美國立亞洲藝術博物館分館舉行題為「使命」的展覽，展出《石卷日日新聞》災後的手寫號外報章。

## 資料來源
1. ↑  石卷市日日新聞手寫報獲特別獎 （页面存档备份，存于） now新聞，2011年9月26日
2. ↑  日本震后“手写报”《石卷日日新闻》进入美国博物馆 東印網，2011年4月20日
3. ↑  日本《石卷日日新聞》災後手寫報在巴黎展出 共同社，2012年3月11日

## 外部連結
- 石巻日日新聞社 （页面存档备份，存于）